# Pietro Sorri

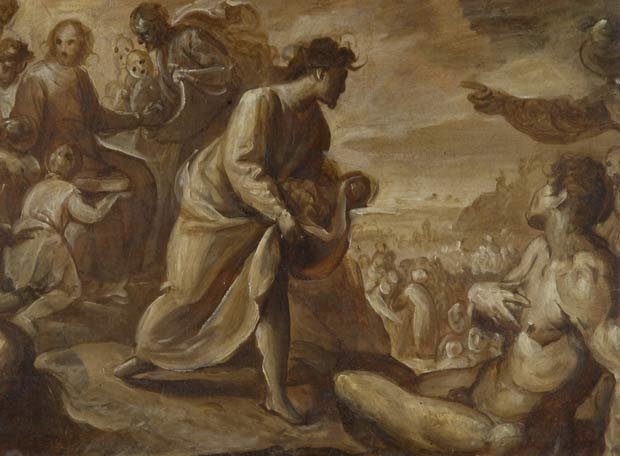
Moltiplicazione dei Pani e dei Pesci

Pietro Sorri (San Gusmè, 1556 – Siena, 1622) è stato un pittore italiano.

## Biografia
Entrò a Firenze nella bottega di Arcangelo Salimbeni dove apprese i primi rudimenti di pittura per poi passare nella bottega di Domenico Passignano del quale divenne oltre che allievo anche genero avendone sposato una figlia.
La sua educazione pittorica è molto varia: agli inizi è forte nel suo stile l'impronta fiorentina e senese poi approda ad uno stile manierista caratterizzato dalla robusta modellazione delle forme.
Il suo allievo più importante fu Bernardo Strozzi.

## Opere principali
- Assunzione della Madonna in Cielo e gli Apostoli  (1607), nel Duomo di Arezzo
- Cristo inchiodato sulla croce, nel Palazzo Arcivescovile di Siena

- Epifania, nel Duomo di Siena

- Santa Caterina, nell'Oratorio di Santa Caterina a Siena

- Incoronazione delle Spine , nella chiesa di San Donato a Siena

- Martirio di Santa Faustina, nella Basilica di San Frediano a Lucca

- Assunzione , nel Duomo di Lucca

- Affreschi nella tribuna della Certosa di Pavia

- Martirio di San Lorenzo nella Badia di Poppi

- Madonna, nella Chiesa di Sant'Agostino a Montalcino

- Cristo fra i Dottori , nel Duomo di Pisa

- San Galgano, nel Museo civico e diocesano di arte sacra di San Galgano, a Chiusdino